# Gianluca Mancini
Pour les articles homonymes, voir Mancini.
Gianluca Mancini, né le 17 avril 1996 à Pontedera, est un footballeur international italien qui évolue au poste de défenseur à l'AS Rome.

## Biographie

### En club
Le 17 juillet 2019, Gianluca Mancini est transféré à l'AS Rome sous forme de prêt avec obligation d'achat.
C'est le joueur toutes compétitions confondues, des 5 grands championnats, qui a pris le plus de carton jaune durant l'année 2022.

### En sélection
Appelé avec la Squadra Azzurra par Roberto Mancini (avec qui il n'a aucun lien de parenté), il honore sa première sélection le 26 mars 2019 contre le Liechtenstein (victoire 6-0) dans le cadre des éliminatoires de l'Euro 2020.
Il est retenu dans la liste des 26 joueurs italiens du sélectionneur Luciano Spalletti pour participer à l'Euro 2024 .

## Statistiques
| Saison                | Club                     | Championnat           | Championnat | Championnat | Coupe(s) nationale(s) | Coupe(s) nationale(s) | Compétition(s) continentale(s) | Compétition(s) continentale(s) | Compétition(s) continentale(s) | Total | Total |
| Saison                | Club                     | Division              | M.          | B.          | M.                    | B.                    | Comp.                          | M.                             | B.                             | M.    | B.    |
| 2015-2016             | AC Pérouse Calcio (prêt) | Serie B               | 12          | 0           | 2                     | 0                     | -                              | -                              | -                              | 14    | 0     |
| 2016-2017             | AC Pérouse Calcio        | Serie B               | 15          | 1           | 1                     | 0                     | -                              | -                              | -                              | 16    | 1     |
| Sous-total            | Sous-total               | Sous-total            | 27          | 1           | 3                     | 0                     | -                              | -                              | -                              | 30    | 1     |
| 2017-2018             | Atalanta Bergame         | Serie A               | 11          | 1           | 2                     | 0                     | -                              | -                              | -                              | 13    | 1     |
| 2018-2019             | Atalanta Bergame         | Serie A               | 30          | 5           | 2                     | 0                     | C3                             | 3                              | 1                              | 35    | 6     |
| Sous-total            | Sous-total               | Sous-total            | 41          | 6           | 4                     | 0                     | -                              | 3                              | 1                              | 48    | 7     |
| 2019-2020             | AS Roma                  | Serie A               | 32          | 1           | 2                     | 0                     | C3                             | 7                              | 0                              | 41    | 1     |
| 2020-2021             | AS Roma                  | Serie A               | 33          | 4           | 1                     | 0                     | C3                             | 6                              | 1                              | 40    | 5     |
| 2021-2022             | AS Roma                  | Serie A               | 33          | 0           | 1                     | 0                     | C4                             | 12                             | 1                              | 46    | 1     |
| 2022-2023             | AS Roma                  | Serie A               | 34          | 1           | 2                     | 0                     | C3                             | 14                             | 0                              | 50    | 1     |
| 2023-2024             | AS Roma                  | Serie A               | 36          | 4           | 1                     | 0                     | C3                             | 11                             | 3                              | 48    | 7     |
| 2024-2025             | AS Roma                  | Serie A               | 37          | 2           | -                     | -                     | C3                             | 9                              | 1                              | 46    | 3     |
| Sous-total            | Sous-total               | Sous-total            | 205         | 12          | 7                     | 0                     | -                              | 60                             | 6                              | 272   | 18    |
| Total sur la carrière | Total sur la carrière    | Total sur la carrière | 273         | 19          | 14                    | 0                     | -                              | 63                             | 7                              | 350   | 26    |

## Palmarès
Atalanta Bergame (0 titre)
- Finaliste de la Coupe d'Italie en 2019

 AS Rome (1 titre)
- Vainqueur de la Ligue Europa Conférence en 2022
- Finaliste de la Ligue Europa en 2023